# Them Not Me
Albums de Destruction
Destruction
(1994) The Least Successful Human Cannonball
(1998)
Them Not Me est le quatrième EP du groupe de thrash metal allemand Destruction. L'album est sorti en 1995 en auto-production.
Cet EP est la seconde d'une suite de trois productions de la période que les fans du groupe ont appelé la période Neo Destruction, car cette période n'inclut pas le chanteur de la formation d'origine dans ses rangs.

## Musiciens
- Thomas Rosenmerkel - chant
- Michael Piranio - guitare
- Mike Sifringer - guitare
- Christian Engler - basse
- Oliver Kaiser - batterie

## Liste des morceaux
1. Scratch the Skin - 03:39
2. Live to Start Again - 03:04
3. Bright Side of Leprocy - 04:01
4. Push Me Off the Windowsill - 04:05
5. Mole - 00:41
6. Mentally Handicapped Enterprise - 04:06